# Дом Тихо
Дом Тихо (ивр. בית טיכו‎, англ. Ticho House) — это монографический художественный музей в центре Иерусалима (Израиль), расположенный на улице Рав Кук, дом 9. Здание дома-музея является одним из первых зданий в Иерусалиме, построенных вне стен Старого города. Дом служил местом проживания и работы художницы Анны Тихо и её мужа, офтальмолога Авраама Альберта Тихо. Супруги были видными представителями еврейской интеллигенции в Эрец-Исраэль в начале 20-го века. В настоящее время дом является музеем, посвящённым их деятельности; в нём также расположены молочный ресторан "Маленький Иерусалим" и культурный центр, проводятся концерты джазовой и классической музыки.

## История
Дом, известный под названием «Замок Рашида», был построен в 1864 году богатым арабом Рашидом Нашашиби. По прошествии пяти лет дом был сдан в аренду торговцу древностями Мозесу Вильгельму Шапире, крещёному еврею (впоследствии известному подделками антиквариата), аферы которого не давали покоя археологам во многих странах мира. Шапира жил в арендованном доме вместе с женой и дочерьми до своего самоубийства в 1884 году. Затем в доме проживали несколько жильцов, некоторые из которых[кто?] были хорошо известны[кому?] в иерусалимском обществе того времени. В 1924 году дом был приобретён офтальмологом Авраамом Альбертом Тихо и его женой, художницей Анной Тихо. В память об этих людях дом назван их именами и по сей день.    
Доктор Альберт Тихо и его жена Анна родились в конце XIX века в Моравии. Доктор Тихо получил медицинское образование в Вене и специализировался в офтальмологии в больнице «Рудольф». Анна начала изучать живопись в возрасте 15 лет, также в Вене. Их брак был заключён в 1912 году, когда франкфуртская организация «Для Сиона» направила Альберта Тихо в Иерусалим для создания глазной клиники.
По прибытии в Иерусалим доктор Тихо открыл клинику и через несколько лет приобрёл особняк недалеко от улицы Консулов (сегодня улица Невиим), которая считалась в то время самой престижной в Иерусалиме. Во время Первой мировой войны доктор Тихо, который был гражданином Германии, уехал из Иерусалима и служил врачом в немецкой армии.
Во время палестинских беспорядков 1929 года доктор Тихо, направляясь в свою клинику, был ранен арабом в районе Меа Шеарим, что повлияло на решение супругов преобразовать глазную клинику на первом этаже дома в клинику, обслуживающую всё население Иерусалима, включая богатых и бедных. Кроме лечения больных, доктор Тихо занимался научной деятельностью, и его исследования приобрели международную известность. Имя доктора Тихо и отличная репутация его клиники были хорошо известны на всём Ближнем Востоке.
Дом супружеской пары, который вместе с территорией сада и соседнего леса занимал площадь около трёх гектаров, был местом встречи для интеллектуалов, художников, писателей и политиков. Среди прочих, в качестве гостей здесь бывали британский Верховный комиссар Палестины сэр Артур Гренфелл Уоучоп, художники Мордехай Ардон и Марк Шагал, философ Мартин Бубер и многие другие. Несмотря на то, что супруги Тихо были состоятельными людьми, образ их жизни не был экстравагантным, они отдавали большую часть своего времени работе. Роль супругов Тихо в жизни израильского общества наглядно отражает скетч Шайке Офира «Циона и больной глаз» —  шутливая зарисовка посещения доктора Тихо одной из его пациенток.

## Музей
Доктор Тихо умер в 1960 году. Aнна, которая больше не работала в глазной клинике мужа, начала писать пейзажи Иерусалима и портреты людей. После смерти мужа она всё меньше времени уделяла дому, сдавая большую его часть в аренду жильцам. Анна Тихо продолжала жить и творить до 1980 года. После её смерти в доме осталась коллекция картин, созданных для жителей Иерусалима, как дань уважения городу, который она любила.
Здание было реконструировано по проекту архитектора Давида Кроянкера в соответствии с планом, утверждённым Анной Тихо ещё при её жизни, и преобразовано в современный музей, в котором сохранилась атмосфера Иерусалима начала 20-го века.
Сегодня дом-музей Тихо находится в ведении Музея Израиля и является частью его основной экспозиции. В музее представлены произведения Анны Тихо, коллекция менор доктора Авраама Тихо, его медицинские инструменты, библиотека, а также документальные материалы, рассказывающие о жизни супругов.

### Галерея

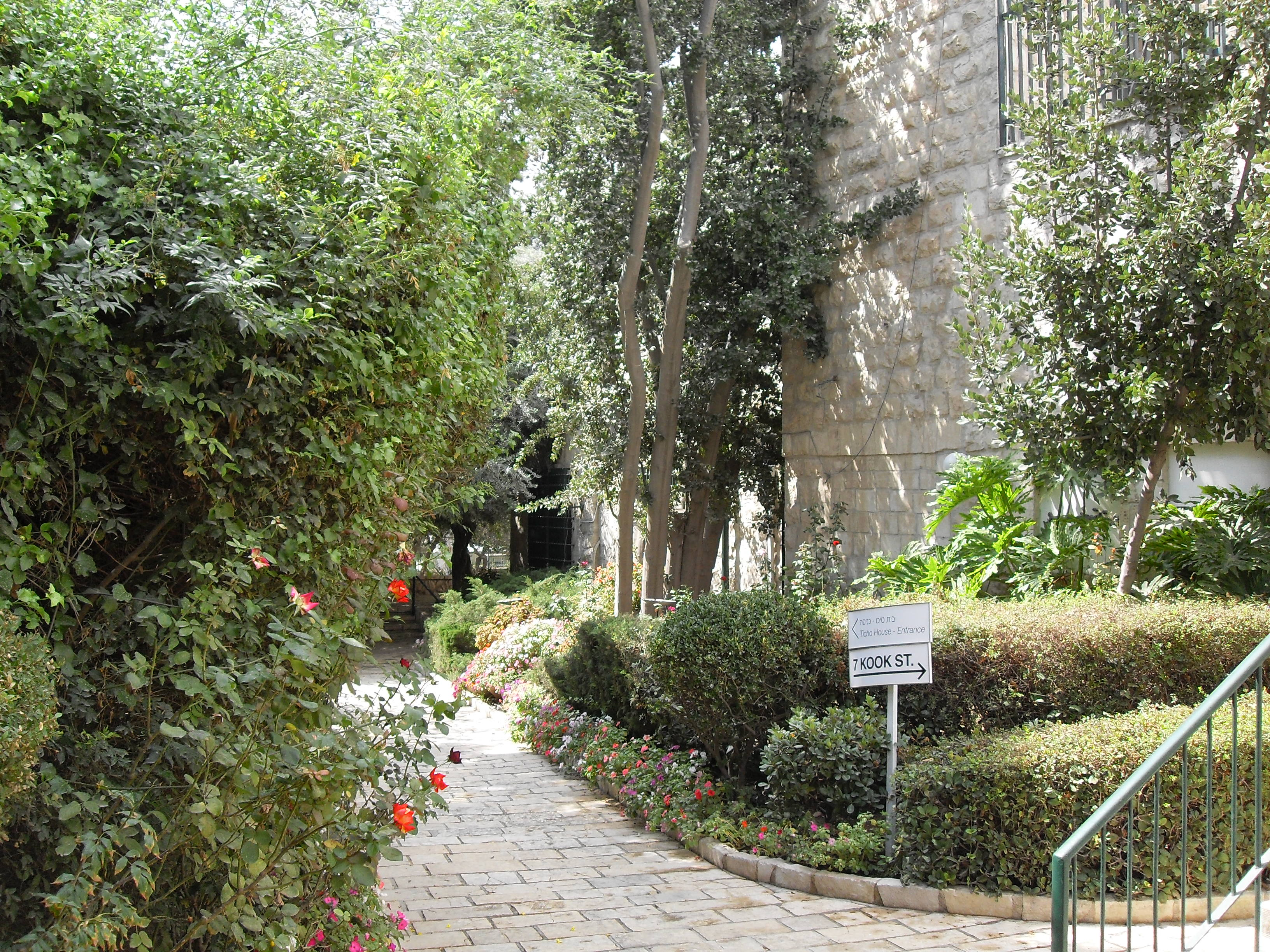
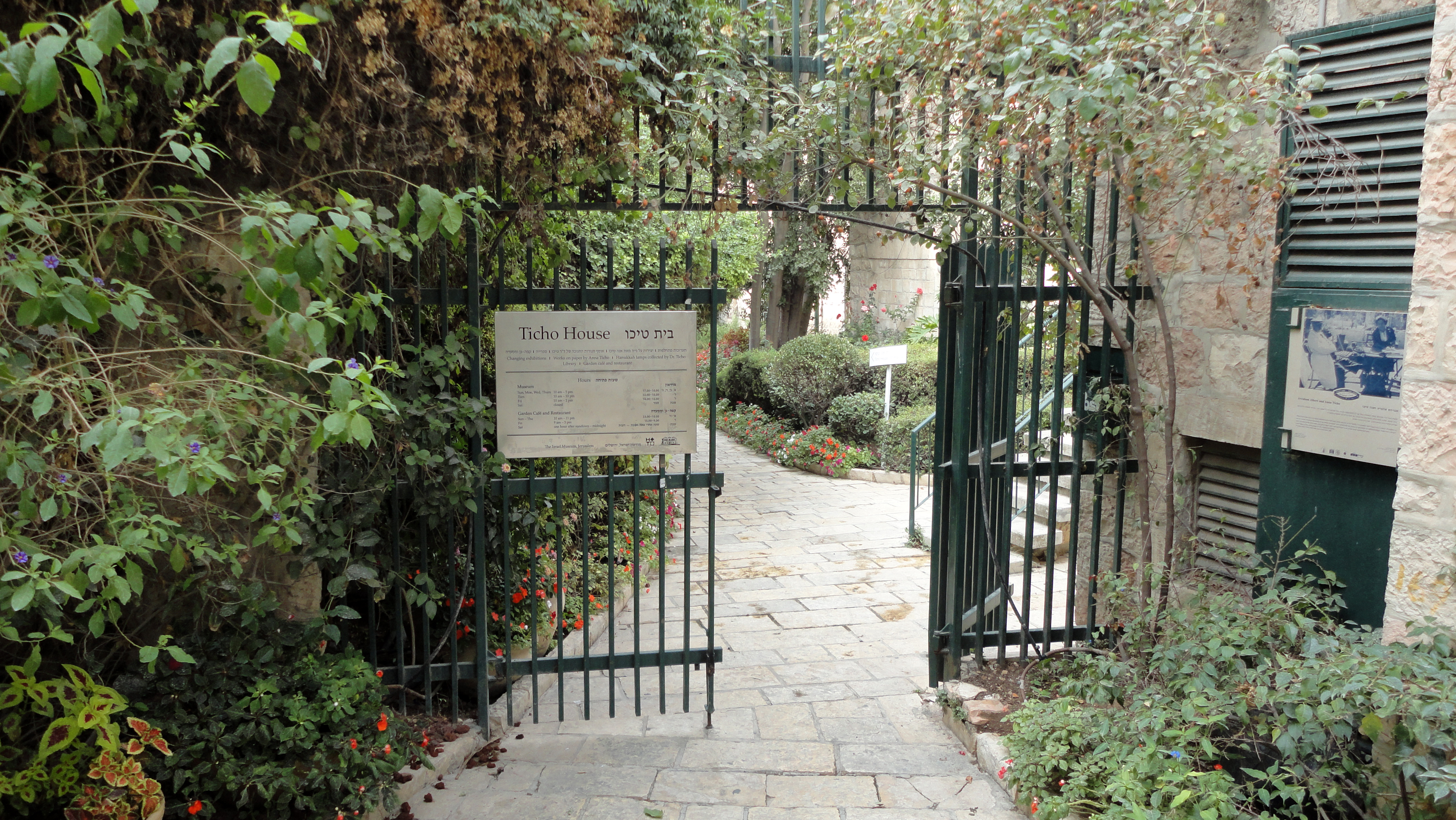
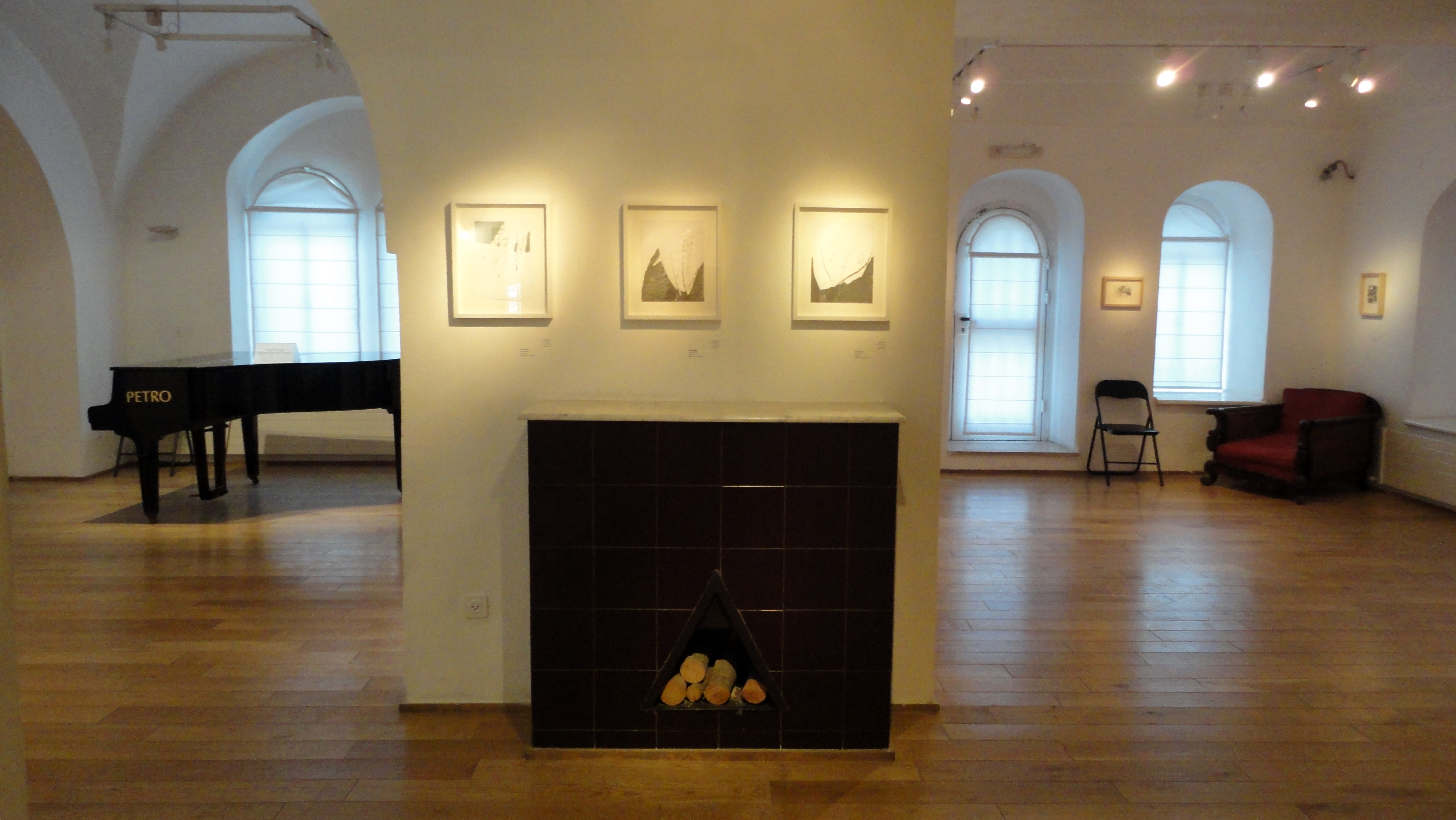
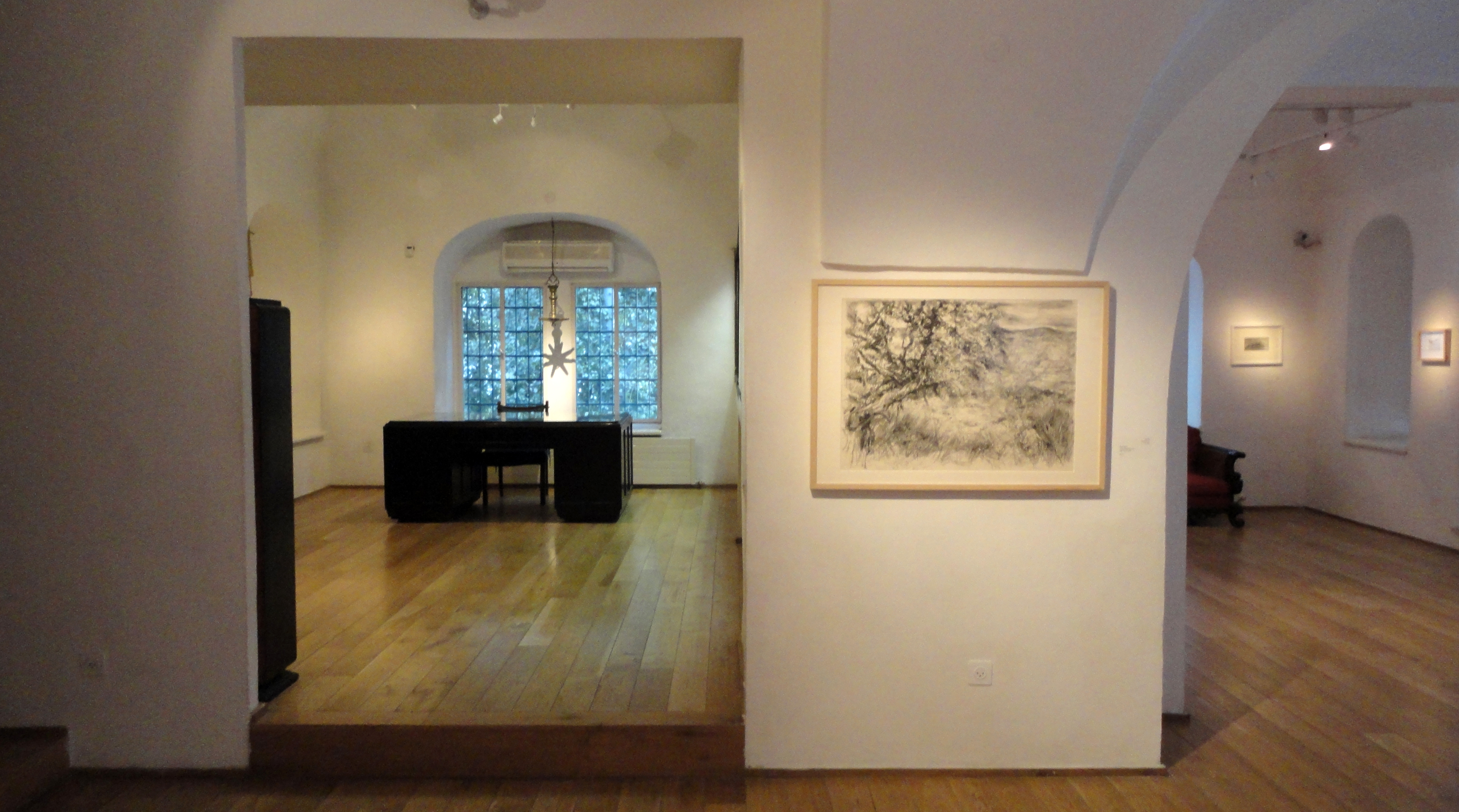
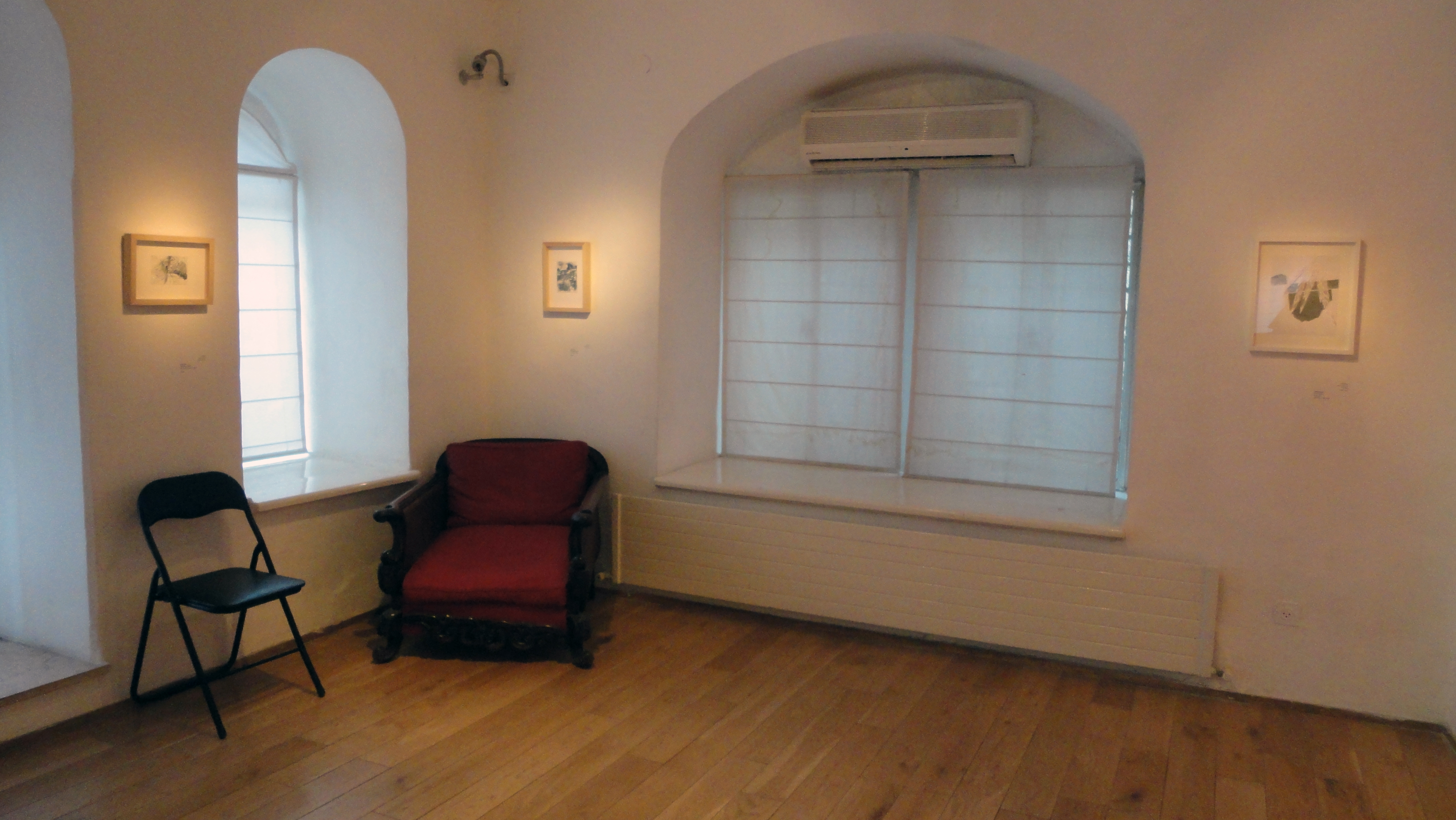
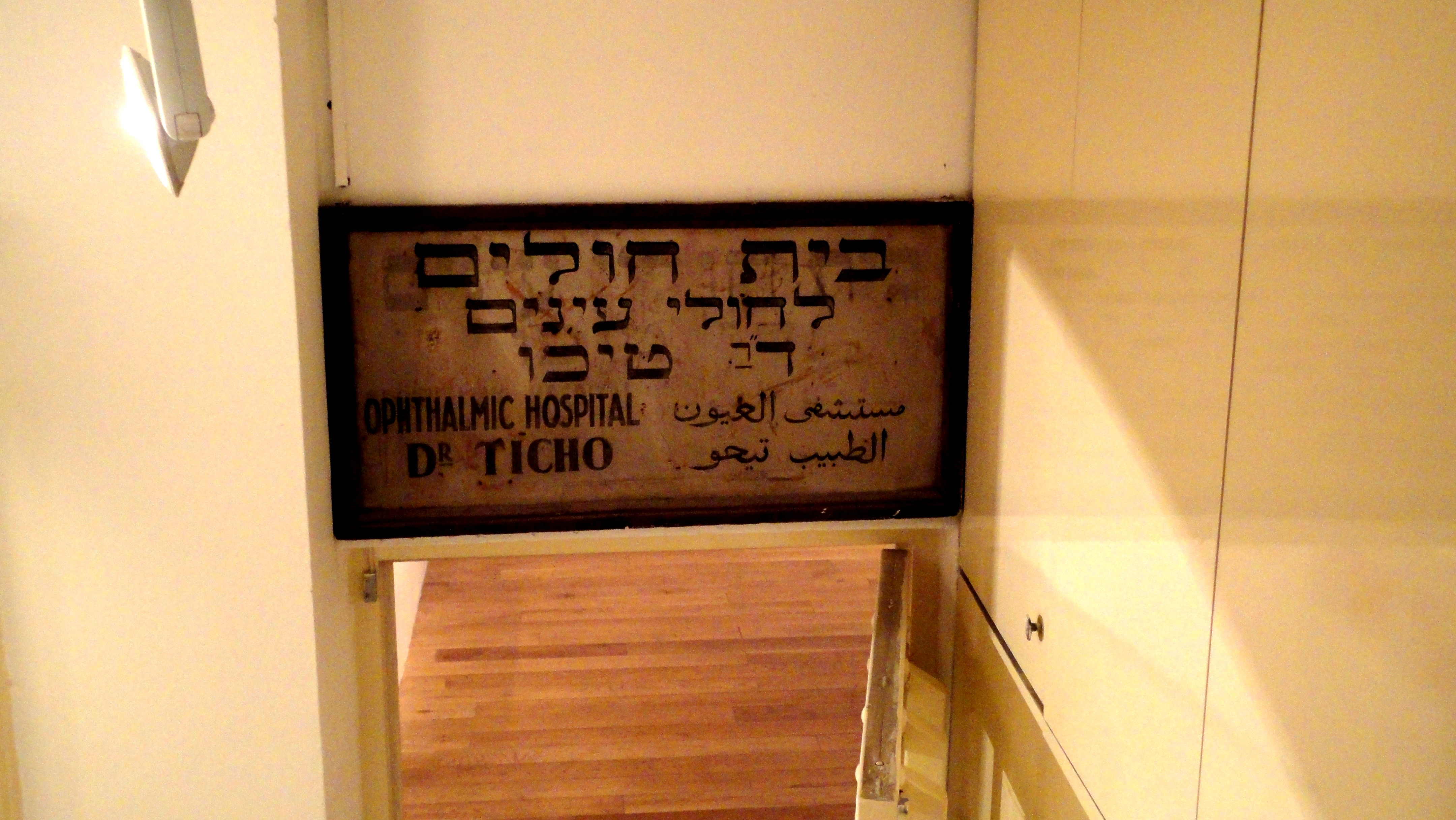
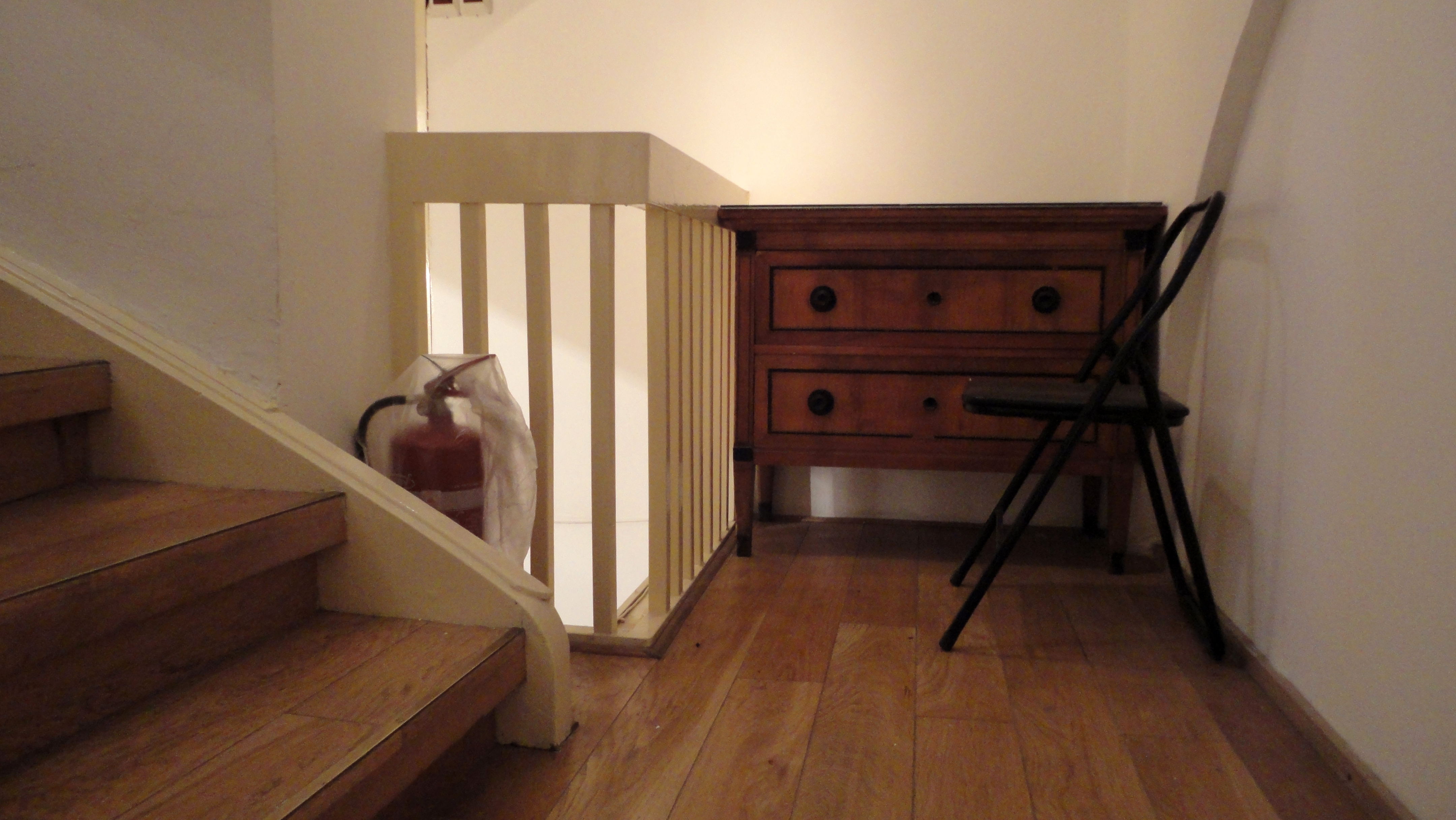